# Pálpebra

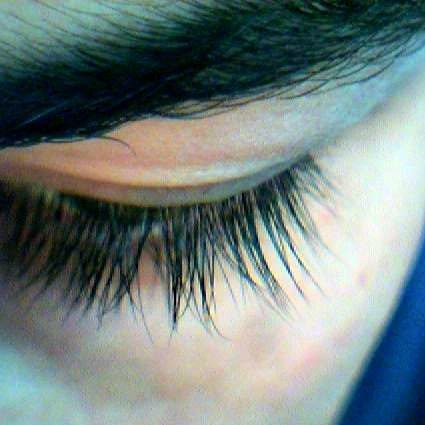
Pálpebras de um olho humano, presentes acima dos cílios e abaixo da sobrancelha.

As pálpebras são dobras finas de pele e músculo que cobrem e protegem os olhos. Os músculos que ficam na parte superior dos olhos retraem as pálpebras "abrindo" os olhos. Este processo tanto pode ser voluntário como involuntário.
Existem no reino animal diversos tipos de pálpebras. As pálpebras do ser humano possuem uma fileira de cílios que servem para proteger o olho da luz, poeira e de outros poluentes do meio externo.

## Variação anatômica

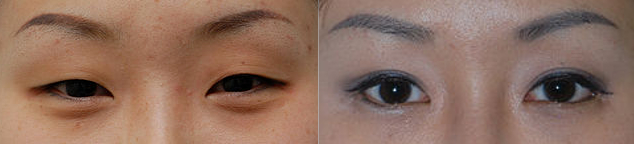
Uma mulher sul-coreana, antes (à esquerda) e depois (à direita) de uma cirurgia de pálpebra dupla. Observe a presença da dobra epicântica em ambas as fotos.

Uma variação anatômica em humanos ocorre nas dobras das pálpebras superiores.
Asdobras epicânticas (ou dobras cutâneas) das pálpebras superiores cobrindo os cantos internos dos olhos, podem estar presentes dependendo de vários fatores, incluindo ancestralidade, idade e certas condições médicas. Em algumas populações, a característica é comum, especificamente em asiáticos do leste e sudeste, onde a maioria, até 90% em algumas estimativas, dos adultos tem essa característica.
A dobra da pálpebra superior é uma variação comum entre pessoas de etnias caucasiana e do leste asiático. Os ocidentais normalmente consideram a pálpebra superior do Leste Asiático como uma pálpebra sem vinco. No entanto, as pálpebras do Leste Asiático são divididas em três tipos – com vinco único, vinco baixo e vinco duplo – com base na presença ou posição do vinco palpebral. Jeong Sang-ki da Universidade de Chonnam, Kwangju, Coreia do Sul, em um estudo usando cadáveres asiáticos e caucasianos, bem como quatro jovens saudáveis coreanos, disse que as "pálpebras asiáticas" têm mais gordura do que as dos caucasianos.

### Prevalência
| Ano  | País      | Gênero    | Prevalência de pálpebra dupla |
| ---- | --------- | --------- | ----------------------------- |
| 1896 | Japão     | Femenino  | 82–83%                        |
| 2000 | Cingapura | Feminino  | 66,7%                         |
| 2007 | Coreia    | Masculino | 24,1%                         |
| 2007 | Coreia    | Feminino  | 45,5%                         |
| 2008 | Ásia      | Masculino | 30,3%                         |
| 2008 | Ásia      | Feminino  | 41,3%                         |
| 2009 | Ásia      | N/A       | 50,0%                         |
| 2013 | Taiwan    | Feminino  | 83,1%                         |

## Sociedade e cultura

### Cirurgia estética
Blefaroplastia é um procedimento cirúrgico cosmético realizado para corrigir deformidades e melhorar ou modificar a aparência das pálpebras. Com 1,43 milhão de pessoas submetidas ao procedimento em 2014, a blefaroplastia é o segundo procedimento de beleza mais popular no mundo (a injeção de toxina botulínica é a primeira), e o procedimento cirúrgico cosmético mais realizado no mundo.
A blefaroplastia foi relatada como o procedimento estético mais comum em Taiwan e na Coreia do Sul. Embora o procedimento também seja usado para reforçar os tecidos musculares e tendinosos ao redor do olho, o objetivo cirúrgico é remover o tecido adiposo e tecidos lineares por baixo e ao redor das pálpebras. Um procedimento para remover a dobra epicantal (ou seja, uma epicantoplastia) é frequentemente realizado em conjunto com a blefaroplastia.
O uso de fita dupla-face ou cola para pálpebras para criar a ilusão de pálpebras vincadas ou "duplas" tornou-se uma prática proeminente na China e outros países asiáticos. Há uma pressão social para que as mulheres façam esta cirurgia e também usem as práticas alternativas. A blefaroplastia se tornou uma operação cirúrgica comum que é ativamente encorajada, enquanto outros tipos de cirurgia plástica são ativamente desencorajados na cultura chinesa.

### Morte
Após a morte, é comum em muitas culturas puxar as pálpebras do falecido para baixo para fechar os olhos.